# 3534 Sax
A 3534 Sax (ideiglenes jelöléssel 1936 XA) a Naprendszer kisbolygóövében található aszteroida. Eugene Joseph Delporte fedezte fel 1936. december 15-én.